# Połoczanka (obwód miński)
Połoczanka (biał. Палачанка; ros. Палачанка) – wieś na Białorusi, w obwodzie mińskim, w rejonie wołożyńskim, w sielsowiecie Raków.

## Historia
W czasach zaborów wieś w gminie Raków, w powiecie mińskim, w guberni mińskiej Imperium Rosyjskiego. W 1870 roku należała do dóbr Borek, własność Kuczewskich.
W latach 1921–1945 wieś i osada młyńska leżały w Polsce, w województwie wileńskim, w powiecie stołpeckim, a od 1927 w powiecie mołodeckim, w gminie Raków.
Według Powszechnego Spisu Ludności z 1921 roku zamieszkiwało:
- wieś – 39 osób, 11 było wyznania rzymskokatolickiego, 24 prawosławnego a 4 mojżeszowego. Jednocześnie 16 mieszkańców zadeklarowało polską a 23 białoruską przynależność narodową. Było tu 6 budynków mieszkalnych[4]. W 1931 w 4 domach zamieszkiwało 27 osób[5].
- osadę młyńską w 1931 w 2 domach zamieszkiwało 7 osób[5].

Wierni należeli do parafii rzymskokatolickiej i prawosławnej w Rakowie. Miejscowość podlegała pod Sąd Grodzki w Rakowie i Okręgowy w Wilnie; właściwy urząd pocztowy mieścił się w Rakowie.
W wyniku napaści ZSRR na Polskę we wrześniu 1939 miejscowość znalazła się pod okupacją sowiecką. 2 listopada została włączona do Białoruskiej SRR. Od czerwca 1941 roku pod okupacją niemiecką. W 1944 miejscowość została ponownie zajęta przez wojska sowieckie i włączona do Białoruskiej SRR.
Od 1991 w składzie niepodległej Białorusi.